# 倫卡穆列什鄉

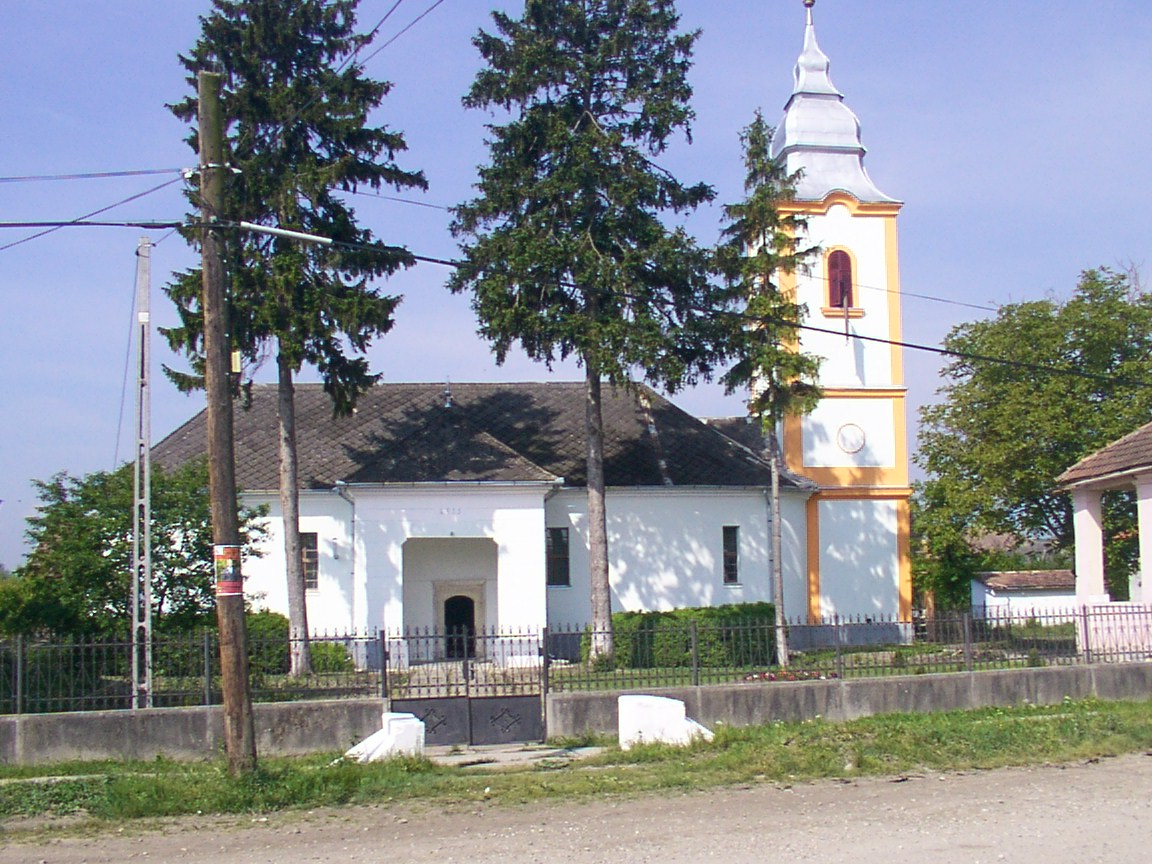

46°26′N 23°54′E / 46.433°N 23.900°E
倫卡穆列什鄉（羅馬尼亞語：Comuna Lunca Mureșului, Alba），是羅馬尼亞的鄉份，位於該國中部，由阿爾巴縣負責管轄，面積31平方公里，海拔高度247米，2011年人口2,404，人口密度每平方公里80人。